# Zuzanna Połaska
Zuzanna Połaska (ur. 21 września 1923 w Pobołowicach, zm. 22 lipca 2015) – polska robotnica i działaczka partyjna, posłanka na Sejm PRL VI i VII kadencji (1972–1980). 

## Życiorys
Działała w Związku Walki Młodych, Lidze Kobiet i od 1955 w Polskiej Zjednoczonej Partii Robotniczej. W tym samym roku została starszym inspektorem wychowania politycznego w Technicznej Szkole Wojsk Lotniczych w Zamościu, a następnie w Oleśnicy. W 1958 przeniosła się do Warszawy, gdzie od 1962 była monterką w Zakładach Podzespołów Radiowych „Omig”. Była tam członkinią egzekutywy podstawowej organizacji partyjnej Komitetu Zakładowego PZPR. W 1972 została posłanką na Sejm VI kadencji w okręgu Warszawa Śródmieście, zasiadała w Komisjach Pracy i Spraw Socjalnych oraz Przemysłu Ciężkiego i Maszynowego. W 1976 rozpoczęła następną kadencję, podejmując pracę w tych samych Komisjach. Otrzymała Srebrny Krzyż Zasługi. Pochowana na Cmentarzu Wojskowym na Powązkach (kwatera F-11-9).